# Helmuth Johannes Ludwig von Moltke

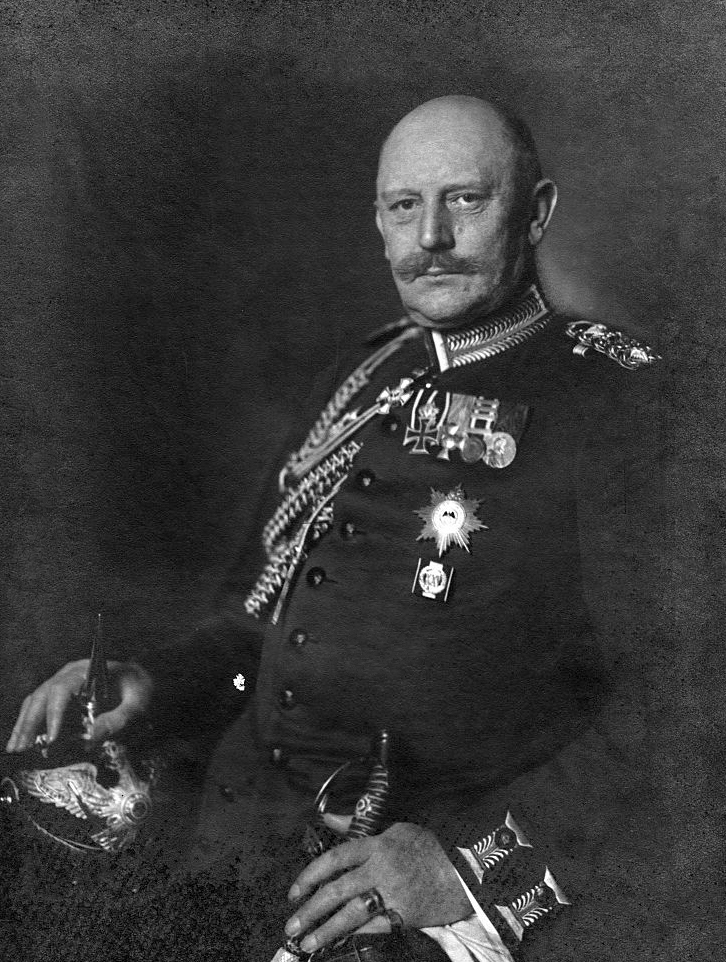
Helmuth von Moltke (um 1910)

Helmuth Johannes Ludwig von Moltke, genannt Moltke der Jüngere (d. J.) (* 25. Mai 1848 in Gersdorf; † 18. Juni 1916 in Berlin), war ein preußischer Generaloberst und in der ersten Phase des Ersten Weltkrieges Chef des Großen Generalstabes (1906 bis 1914).

## Leben

### Familie
Helmuth Johannes Ludwig von Moltke wurde am 25. Mai 1848 auf dem Rittergut Gersdorf in der Gemeinde Biendorf im Großherzogtum Mecklenburg-Schwerin geboren. Seine Eltern waren Adolf von Moltke (1804–1871) und Adolfine Doris Auguste geb. von Krohn (1814–1902). Die Familie Moltke gehörte zum mecklenburgischen Uradel, deren Stammbaum sich bis ins 13. Jahrhundert zurückverfolgen lässt und deren Mitglieder traditionell in der Verwaltung oder der Armee dienten, seine Mutter stammte aus anhalt-bernburgischem Adel. Den Vornamen Helmuth erhielt er nach seinem Onkel, dem späteren preußischen Generalfeldmarschall und Helden der Einigungskriege, Helmuth von Moltke. Als Deputierter der Schleswig-Holstein-Lauenburgischen Kanzlei in Kopenhagen stand sein Vater zunächst in dänischem Verwaltungsdienst, später wurde er preußischer Landrat des Kreises Pinneberg. Seine Kindheit verbrachte Moltke an der Seite seiner vier Geschwister in Schloss Rantzau auf der Barmstedter Schlossinsel, dem Amts- und Wohnsitz des Vaters.
Seit 1878 war er mit der in Schweden aufgewachsenen Eliza von Moltke-Huitfeldt (1859–1932) verheiratet, die aus einer schwedischen Nebenlinie der Familie Moltke stammte. Durch seine Frau, die Spiritismus praktizierte und zunächst der Christlichen Wissenschaft – Frances Thurber Seal – nahestand, bis sie sich um 1904 der Theosophischen Gesellschaft anschloss, kam der religiös und spirituell interessierte Moltke in Kontakt zu Rudolf Steiner, dessen esoterische Schülerin Eliza war. Steiner begleitete Moltke in der Zeit nach seinem Sturz bis zu seinem Tod seelsorglich. Er stand der frühen FKK-Bewegung nahe, war Ehrenpräsident des Berliner Vereins für Körperkultur und damit unter anderem 1908 Schirmherr eines Maskenballs für Nackte.

### Karriere

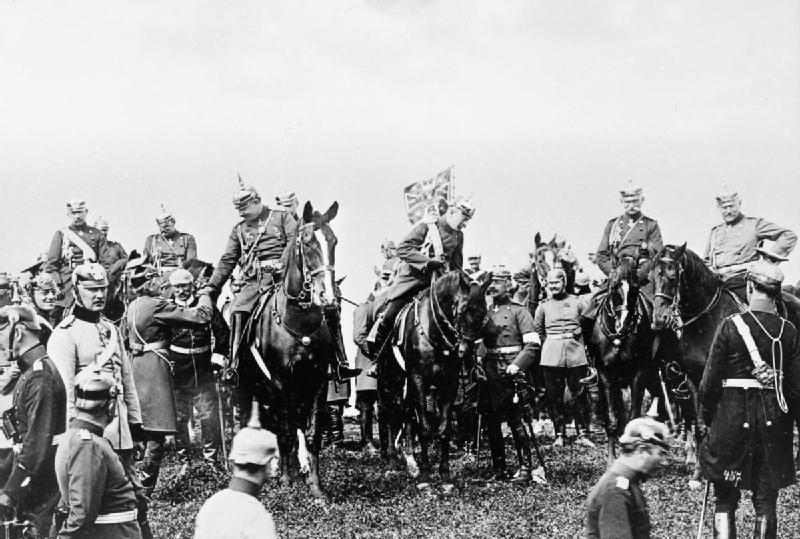
Der Kaiser begrüßt Offiziere bei Manövern 1905; Moltke am rechten Bildrand zu Pferde

Moltkes Herkunft zeichnete seinen weiteren Lebensweg vor. Nach bestandener Fähnrichsprüfung trat er im April 1869 als Portepee-Fähnrich in das Füsilier-Regiment „Königin“ (Schleswig-Holsteinisches) Nr. 86 in Flensburg ein. Am 23. April 1870 folgte die Versetzung zum Grenadier-Regiment „König Wilhelm I.“ (2. Westpreußisches) Nr. 7 am Standort Liegnitz, mit dem er am Deutsch-Französischen Krieg von 1870/71 teilnahm. Die Sonderstellung des jüngeren Moltke wurde hier sichtbar. Im Krieg erhielt der junge Offizier immer wieder Sonderurlaub, um seinen berühmten Onkel bei Ausritten und Kutschfahrten zu begleiten. Während des Krieges erhielt Moltke das Eiserne Kreuz II. Klasse und wurde am 23. September 1870 zum Sekondeleutnant ernannt. Nach Kriegsende wechselte er am 16. Juli 1871 in das Potsdamer 1. Garde-Regiment zu Fuß, das Leibregiment der preußischen Könige.
1880 wurde er Mitglied des Großen Generalstabes und 1882 Adjutant seines Onkels. Ab 21. September 1897 wurde er nach Wien als Militärattaché an die deutsche Gesandtschaft kommandiert. Diesen Posten hatte er bis 18. April 1899 inne. Von 1902 bis 1904 war er Kommandeur der 1. Garde-Division des Gardekorps. 1904 wurde er Generalquartiermeister und 1906 Nachfolger Alfred von Schlieffens als Chef des Großen Generalstabes in Berlin. Seine Ernennung entstand aus dem Wunsch Kaiser Wilhelms II., einen „eigenen Moltke“ zu haben. Zwischen Moltke, vom Kaiser gern Julius genannt, und Wilhelm II. bestand ein enges Vertrauensverhältnis, das darin gipfelte, dass ihm der Kaiser 1909 den Schwarzen Adler-Orden verlieh. Als Schlieffen 1906 aus dem Amt ausschied, hinterließ er Moltke eine Denkschrift, welche die Grundzüge des Schlieffen-Plans enthielt. Obwohl Schlieffen als Zivilist mehrfach sein Konzept aktualisierte, ging die eigentliche Ausarbeitung der operativen Feldzugspläne von Moltke aus, welcher, anders als von Schlieffen vorgesehen, den linken Heeresflügel zu Ungunsten des rechten verstärkte.
Wilhelm Filchner benannte 1912 während der zweiten deutschen Antarktisexpedition eine Gruppe von eisfreien Felskliffs in der Antarktis Moltke-Nunataks zu Ehren von Helmuth und seinem Bruder Friedrich von Moltke.

### Moltkes Verhalten bei Kriegsausbruch
Bereits bei der „militärpolitischen Besprechung“ am 8. Dezember 1912 mit dem Kaiser habe er mit den Worten „je eher, desto besser“ auf einen Kriegsbeginn gedrängt. Ende Mai 1914 äußerte Moltke, in zwei bis drei Jahren würde Russland aufgerüstet haben; dann wäre Deutschland der Triple Entente (Frankreich, Vereinigtes Königreich und Russland) nicht mehr gewachsen. Es bleibe nichts anderes übrig, „als einen Präventivkrieg zu führen, um den Gegner zu schlagen, solange wir den Kampf noch einigermaßen bestehen können“. Reichskanzler von Bethmann Hollweg sah dies genauso. Nachdem Österreich-Ungarn am 28. Juli Serbien den Krieg erklärt hatte, ließ Russland am 28. Juli einen Teil seiner Truppen und am 30. Juli das ganze Heer mobilmachen. Nun, gegen Ende der Julikrise, zum Zeitpunkt höchster politischer Spannung, griff Moltke persönlich in das Geschehen ein: In der Nacht vom 30. auf den 31. Juli sandte er dem österreichisch-ungarischen Generalstabschef Franz Conrad von Hötzendorf ein Telegramm, in dem er die sofortige Mobilmachung gegen Russland verlangte. Ferner forderte er die Ablehnung der britischen Vermittlungsversuche und versicherte, er werde Italien zur Bündnispflicht zwingen. Ausdrücklich garantierte er die Unterstützung Österreich-Ungarns im Kriegsfall durch das Deutsche Reich:

„Für Österreich-Ungarns Erhaltung ist Durchhalten des europäischen Krieges das letzte Mittel. Deutschland geht unbedingt mit.“

Damit überschritt er seine Kompetenzen und sicherte Wien Deutschlands militärische Unterstützung zu. Als nicht entscheidungsbefugter Militär hatte er Österreich-Ungarn gegenüber signalisiert, dass Deutschland seine Bündnispflicht erfüllen werde, ganz gleich, was Österreich-Ungarn in Bezug auf Serbien tun werde. Moltke wird von einigen Historikern deshalb als Kriegstreiber gesehen, der in brutaler Sprache zum Feldzug gegen die Russen geblasen habe.
Trotz neuer strategischer Überlegungen erachtete Moltke den Aufmarschplan seines Vorgängers, Alfred von Schlieffen, weiterhin als die richtige strategische Idee. Er trieb die Planungen zu dessen Umsetzung weiter voran. Unter anderem wollte er den Einmarsch in Belgien um eine Woche vorverlegen. Von ihm stammt der Entwurf zu einem Ultimatum an Belgien, der schon am 26. Juli ans Auswärtige Amt ging. Am Morgen des 3. August teilte er Reichskanzler Theobald von Bethmann Hollweg mit, dass am nächsten Tag deutsche Truppen in Belgien einmarschieren würden, und empfahl, dies der belgischen Regierung bekanntzugeben, jedoch ohne Kriegserklärung, weil er hoffe, es könne mit der belgischen Regierung (Premierminister war Charles de Broqueville) noch zu einer Verständigung kommen.

### Moltkes Kriegsführung

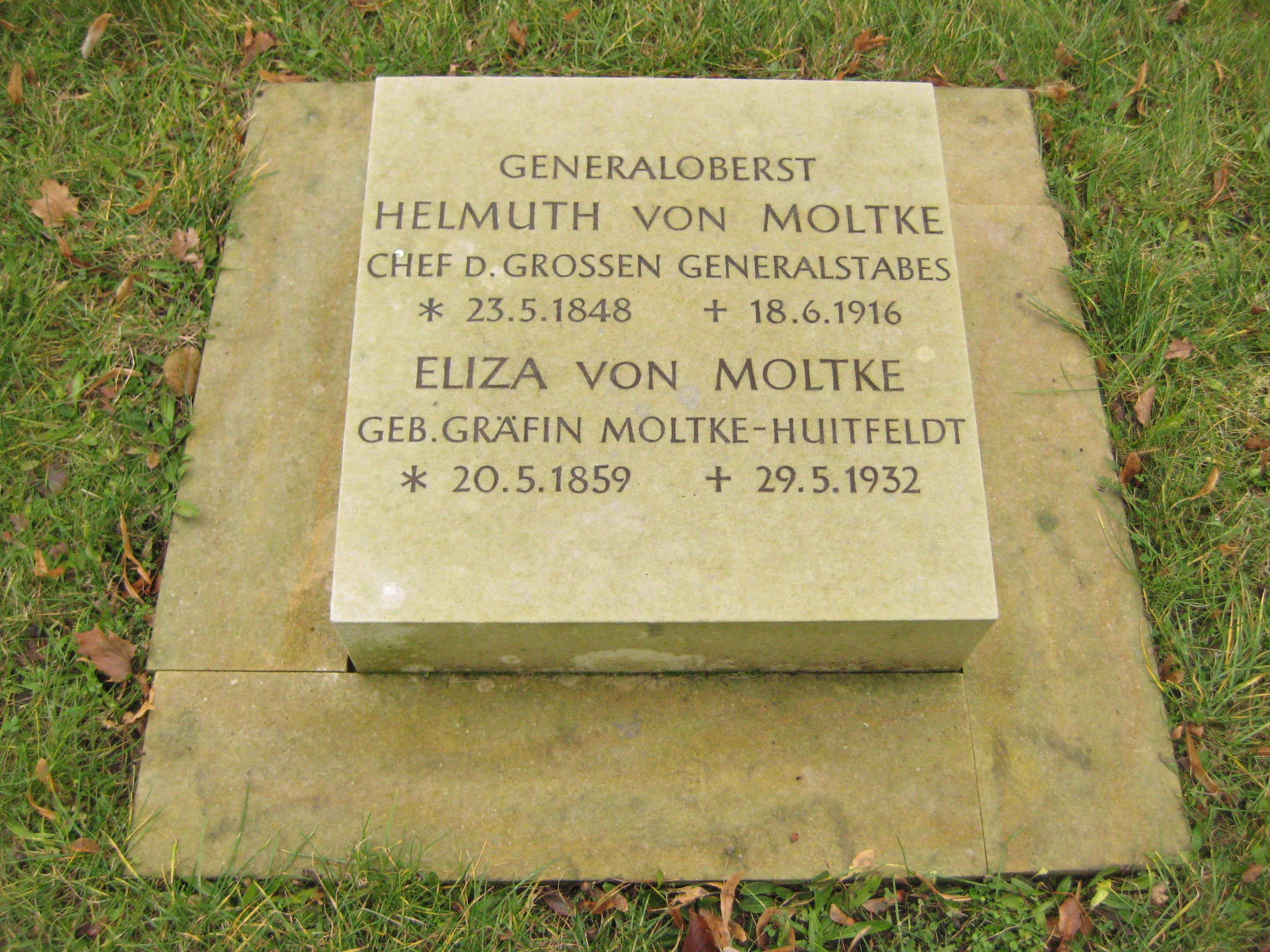
Grab auf dem Invalidenfriedhof, Berlin

Als es schließlich zum Krieg kam, musste Moltke für die Durchführung der militärischen Operationen mit dem Ziel eines Sieges gegen gleich mehrere europäische Mächte naturgemäß entscheidende Verantwortung tragen – eine ungeheure Last, die von ihm deutlich als solche empfunden wurde. So drängte er auf den sofortigen Kriegseintritt des Osmanischen Reiches, das umgehend Russland angreifen und die islamische Welt gegen die Entente aufwiegeln sollte.
Im Verlauf der ersten Kriegswochen brach Moltke nervlich zusammen. Entscheidenden Anteil daran hatte der Kaiser gehabt, der am Vorabend der ersten Kampfhandlungen aufgrund einer unzutreffenden Meldung des deutschen Botschafters in London, nach der die Briten die Neutralität Frankreichs garantierten, wenn Deutschland Belgien unbehelligt ließe, den Abbruch der Militäraktionen gegen Belgien forderte, und der daraufhin die planmäßige Entfaltung der deutschen Kräfte für Stunden gestoppt hatte. Von dem als dilettantisch empfundenen Eingreifen in entscheidender Stunde konnte sich Moltke nie wieder ganz erholen.
Aufgrund schlechter Verbindungen zu den Armeeführern verlor er im September 1914 zusehends den Überblick über die operative Lage im Westen. So musste er den Armeeführern freie Hand lassen und billigte nachträglich auch die von der 1. Armee geänderte Vormarschrichtung. Nachdem durch die Klucksche Schwenkung die deutschen Truppen ohnehin nicht mehr auf der Linie des Schlieffen-Plans vorgedrungen waren und östlich von Paris standen, musste er im Verlauf der Marneschlacht den Rückzug anordnen und meldete angeblich dem Kaiser: „Majestät, wir haben den Krieg verloren!“ Die Korrektheit des Ausspruchs ist allerdings zweifelhaft. Bezeichnenderweise begann der überstürzte deutsche Rückzug am 9. September auf Anordnung von Moltkes Abgesandtem Oberstleutnant Richard Hentsch, wofür jedoch Moltke die Verantwortung trug.

### Abberufung
Eine weitere Demütigung erfolgte nach der Marneschlacht, als der Kaiser Moltke zwar im Amt beließ, de facto aber bereits kaltstellte. Er musste am 14. September 1914 Erich von Falkenhayn im Amt des Chefs des Generalstabes des Feldheeres weichen. Der Führungswechsel blieb vorerst geheim, um das Eingeständnis des Misserfolges zu verschleiern. Vorwürfe wurden ihm gemacht, weil er den Schlieffen-Plan verwässert und sich von der Front zu weit entfernt gehalten habe und Soldaten in den Osten geschickt habe, als sie dort noch nicht, im Westen aber noch für den Angriff benötigt worden wären.
Moltke wurde im November 1914 zum Chef des Stellvertretenden Generalstabs in Berlin ernannt. Im Winter 1914/15 beteiligte er sich an der Kampagne gegen seinen Nachfolger Falkenhayn, die maßgeblich vom Stab des Oberbefehlshabers Ost unter Erich Ludendorff betrieben wurde. Diese führte jedoch nicht zu der angestrebten Abberufung Falkenhayns als Chef des Generalstabs, sondern lediglich zur Beendigung von dessen Doppelrolle als Kriegsminister und Chef der OHL.
Am 18. Juni 1916 fand im Berliner Reichstag die Gedenkfeier für den in Bagdad an einer Typhusinfektion verstorbenen Generalfeldmarschall Colmar von der Goltz statt. Moltke hielt eine der Gedenkreden. Auf seinen Platz zurückgekehrt, erlitt er einen Schlaganfall und starb noch im Reichstag.